# Oramia chathamensis
Espèce
Synonymes
- Amaurobius chathamensis Simon, 1899

Oramia chathamensis est une espèce d'araignées aranéomorphes de la famille des Agelenidae.

## Distribution
Cette espèce est endémique des îles Chatham en Nouvelle-Zélande.

## Description
La femelle holotype mesure 12 mm.

## Étymologie
Son nom d'espèce, composé de chatham et du suffixe latin -ensis, « qui vit dans, qui habite », lui a été donné en référence au lieu de sa découverte, les îles Chatham.

## Publication originale
- Simon, 1899 : Ergebnisse einer Reine nach dem Pacific (Schauinsland 1896-1897). Arachnoideen. Zoologische Jahrbücher. Abteilung für Systematik, Geographie und Biologie der Tiere, vol. 12, p. 411-437 (texte intégral).